# Porterandia congestiflora
Porterandia congestiflora är en måreväxtart som beskrevs av Zahid. Porterandia congestiflora ingår i släktet Porterandia och familjen måreväxter. Inga underarter finns listade i Catalogue of Life.